# پاتریتسیا سلیمان
پاتریتسیا سلیمان (انگلیسی: Patrycja Soliman؛ زادهٔ ۳ دسامبر ۱۹۸۱) بازیگر اهل لهستان است. پدر او مصری و مادرش لهستانی است.
از فیلم‌های او می‌توان به باغ لوئیز، تاج پادشاهان، کارول: مردی که پاپ شد و قانون حقیقی اشاره کرد.